# Hintergersdorf

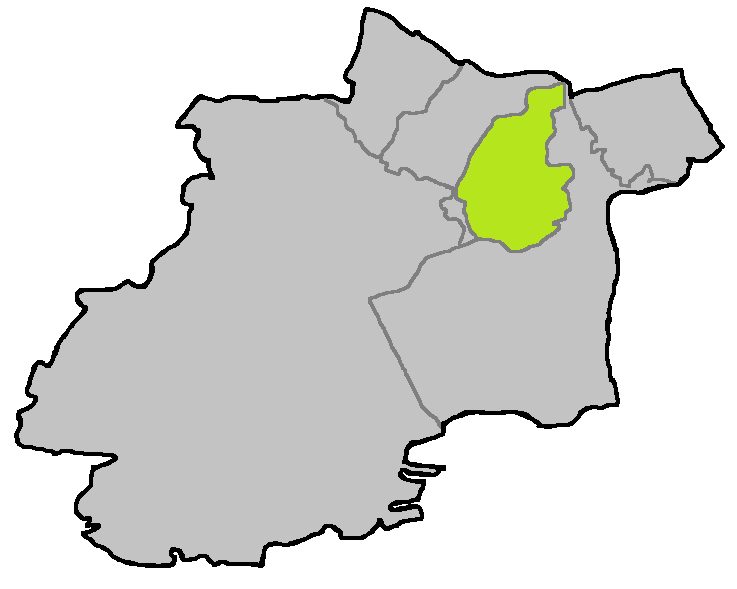
Lage von Hintergersdorf in Tharandt

Hintergersdorf ist eine Gemarkung der Ortschaft Kurort Hartha der sächsischen Stadt Tharandt im Landkreis Sächsische Schweiz-Osterzgebirge.

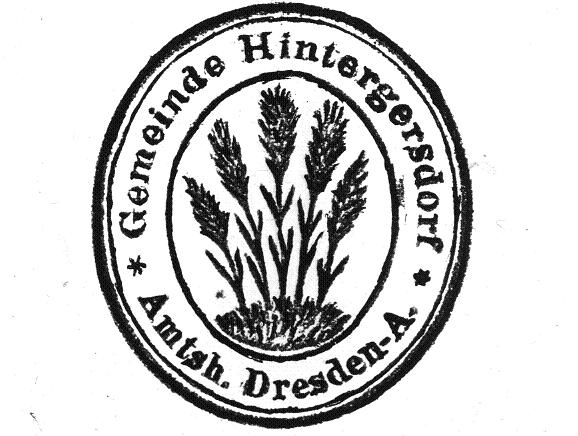
Stempel mit dem alten Ortswappen von Hintergersdorf aus der Zeit bis 1926

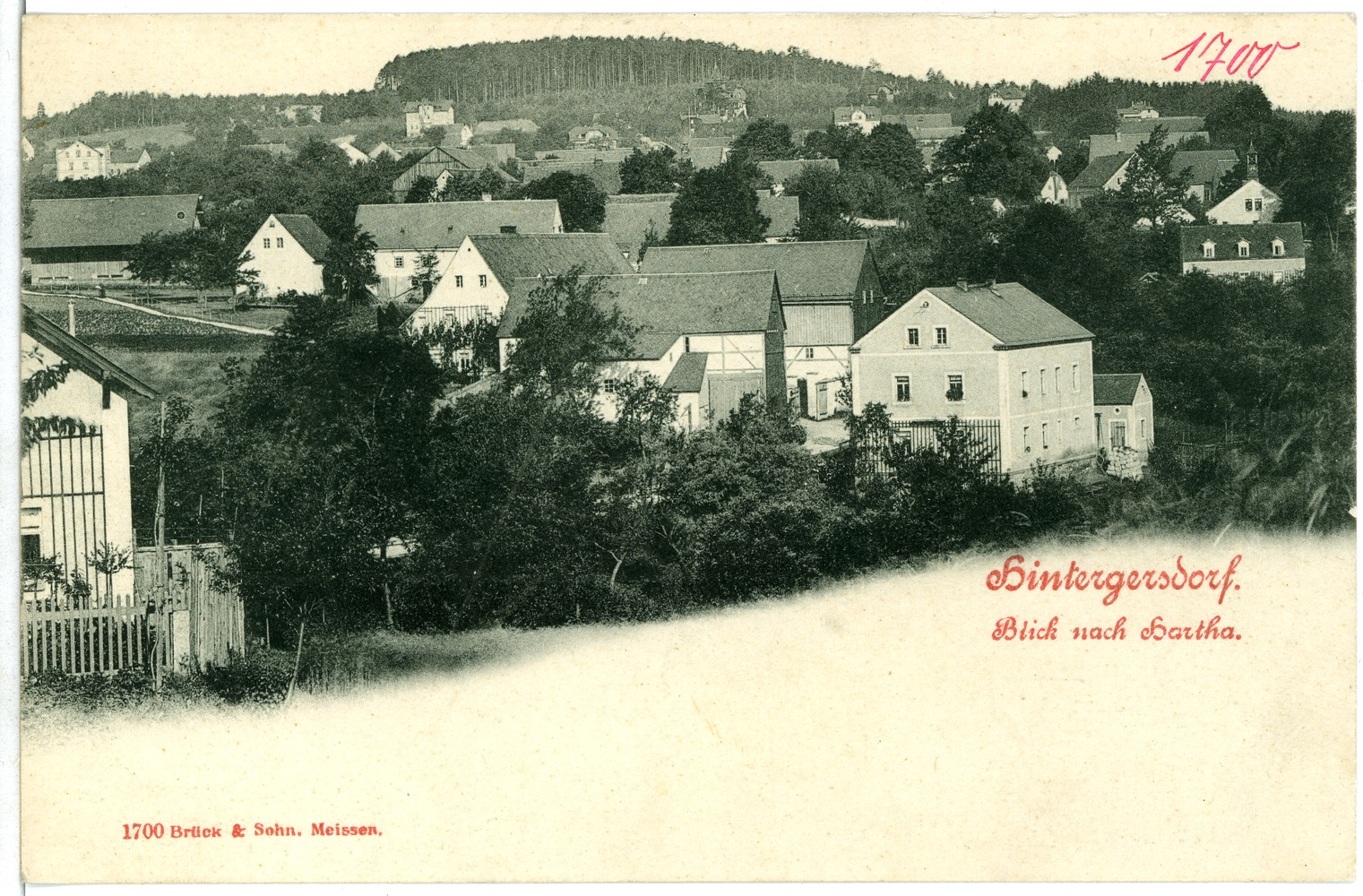
Ortsansicht 1901

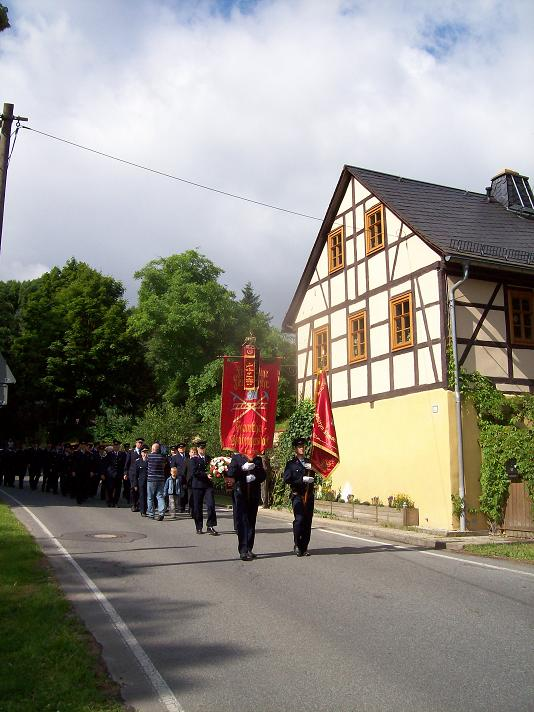
Gedenkmarsch der Freiwilligen Feuerwehren Kurort Hartha und Tharandt zum Hochwassergedenkstein an der ehem. Hintergersdorfer Talmühle

## Lage
Hintergersdorf liegt nordöstlich des Tharandter Waldes in einem Seitental des Todbaches.

## Geschichte
Hintergersdorf, das heutige Unterdorf von Kurort Hartha, ist als Waldhufendorf angelegt und soll 1205 durch den 1223 urkundlich erwähnten Kolonisten des Meißner Bischofs Bruno II. von Porstendorf, Gerhardus miles de Kezcelesdorph, zusammen mit Fördergersdorf entstanden sein. Unterm Castrum Tharandt wurde der Ort 1378 erstmals urkundlich als Wengin Gerhartstorf genannt. Die Verwaltungszugehörigkeit des Ortes lag bis 1378 beim Castrum Dresden, danach beim Amt Tharandt-Grillenburg. Die zuständige Pfarrei ist Fördergersdorf. Im 18. Jahrhundert entstanden die Hintergersdorfer Siedlungen Waldhäuser und Kuckuck, letztere in der Ortslage Tharandt. Von 1856 bis 1875 war Hintergersdorf zum Gerichtsamt Tharandt gehörig, danach zur Amtshauptmannschaft Dresden. 1926 vereinigte sich der Ort mit dem Luftkurort Hartha und Spechtshausen zur Gemeinde Hartha-Hintergersdorf, die 1933 in Kurort Hartha umbenannt wurde. Es gibt seitdem nur noch die Bezeichnung Hintergersdorf als Gemarkung in Kurort Hartha. 1952 wurde Kurort Hartha Teil des Kreises Freital (später Landkreis), der 1994 wiederum mit dem Landkreis Dippoldiswalde zum Weißeritzkreis vereinigt wurde. 1999 wurde Kurort Hartha per Gesetz mit Pohrsdorf und Tharandt zur Stadt Tharandt vereinigt.

### Entwicklung der Einwohnerzahl
| Jahr | Einwohner                                          |
| ---- | -------------------------------------------------- |
| 1550 | 28 besessene Mann, 46 Inwohner, 27 Hufen           |
| 1764 | 29 besessene Mann, 3 Gärtner, 20 Häusler, 18 Hufen |
| 1764 | 1 Gut, 16 Häusler, 4½ Hufen                        |
| 1834 | 632                                                |
| 1871 | 798                                                |
| 1890 | 773                                                |
| 1910 | 881                                                |
| 1925 | 993                                                |

## Persönlichkeiten
- Friedrich Wagner (1816–1894), Lehrer und Stenograf